# Careiro
Careiro és un municipi brasiler de l'estat de l'Amazones. Es localitza a una latitud 03° 46′ 04″ sud i una longitud 60° 22′ 08″ oest, i a una altitud de 45 metres sobre el nivell del mar. La seva població s'estima en 38.348 habitants (cens 2020). Té una superfície de 6.091,547 km².
El municipi forma part de la microrregió de Manaus i es troba a 125 quilòmetres de la capital amazònica, Manaus. Conté 9 barris i 5 districtes i es localitza a la vora del riu Castanho.